# Rupert Pfärtl
Rupert Pfärtl (* 1704 in Altötting; † 25. April 1737 in Benediktbeuern) war ein bayerischer Benediktinerpater und Chorleiter.
Pfärtl legte 1724 sein Gelübde ab und trat in den Benediktinerorden im Kloster Benediktbeuern ein. Dort war er Chorregent.

## Quelle
- Robert Eitner: Biographisch-bibliographisches Quellenlexikon der Musiker und Musikgelehrten. Bd. 7, 1902

| Personendaten    | Personendaten                                |
| ---------------- | -------------------------------------------- |
| NAME             | Pfärtl, Rupert                               |
| KURZBESCHREIBUNG | bayerischer Benediktinerpater und Chorleiter |
| GEBURTSDATUM     | 1704                                         |
| GEBURTSORT       | Altötting                                    |
| STERBEDATUM      | 25. April 1737                               |
| STERBEORT        | Benediktbeuern                               |